# مات هولمز
مات هولمز (بالإنجليزية: Matt Holmes)‏ هو ممثل أسترالي، ولد في 17 يوليو 1976 في ألبوري في أستراليا.

## أعمال

### أفلام
- (2014) قاعدة الفضائيين

## وصلات خارجية
- مات هولمز على موقع IMDb (الإنجليزية)
- مات هولمز على موقع قاعدة بيانات الفيلم (الإنجليزية)